# Architecture et urbanisme à Nice
 (mars 2024).
La promenade des Anglais constitue certainement l'avenue la plus connue de la ville. Nice a conservé par ailleurs peu de traces de son passé militaire, hormis le fort du mont Alban. Elle a gardé, en revanche, un certain nombre de bâtiments intéressants datant de l'époque moderne, comme le Palais communal de Nice, le Palais du Sénat de Nice, ou le Palais de la Préfecture des Alpes Maritimes, qui accueillait autrefois les souverains de Savoie lors de leur séjour à Nice.

## Présentation
Nice possède un nombre important de places. Beaucoup sont situées dans la vieille-ville, comme la place Saint-François, la place Garibaldi ou le cours Saleya. La place du Palais de Justice, ancienne place Saint-Dominique, et la place de la Préfecture, créée au XIXe siècle, sont également situées dans la vieille-ville.La majorité des autres places de la ville ont été dessinées au XIXe siècle et sont situées en bordure ou hors du Vieux-Nice. C'est le cas de la place Charles-Albert et de la place Masséna ou de la place de la Croix de Marbre. La place Arson, entre la rue Caïs de Pierlas et la rue Arson, constitue depuis la fin du XIXe siècle un lieu privilégié pour le jeu de boules.
Plusieurs monuments et statues commémorent des évènements ou des personnages liés à l'histoire de la ville, comme la Croix de Marbre, la colonne du pape, ou le monument des Serruriers. La ville possède aussi un certain nombre de statues. Les plus connues sont la statue de Charles-Félix, la statue de Masséna et la statue de Garibaldi. On peut citer aussi le monument à la reine Victoria, le monument aux morts de Rauba-Capeù et le monument du Centenaire.
La majorité des équipements publics datent de la seconde moitié du XIXe siècle ou de début du XXe siècle. L’hôpital Saint-Roch a été ainsi construit en 1853 par l'architecte Joseph Vernier. De style néo-classique, il constituait, avec l'église du Vœu, un élément de liaison architectural entre les deux rives du Paillon. La gare PLM, avenue Thiers, date de 1865. Son style Louis XIII participe à la francisation de l'espace urbain, après l'annexion. La bibliothèque municipale, boulevard Dubouchage, était à l'origine une villa, construite en 1870. En 1920, elle est rachetée par la municipalité qui la transforme en bibliothèque. Elle est ouverte en 1925. Elle constitue un des rares exemples de bibliothèque réalisée dans l'entre-deux-guerres. Le Palais de Marbre, avenue de Fabron, a été construit en 1872-1874 par Sébastien-Marcel Biasini. Le style est très éclectique, allant du néo-gothique au néo-classique. Depuis 1960, il abrite les archives municipales. Le musée des beaux-arts, avenue des Baumettes, a été construit en 1878 par Constantin Scala. Le musée est dû à une initiative de Napoléon III. Grâce à des donations, il abrite des œuvres allant du XVIe siècle jusqu'au milieu du XXe siècle.

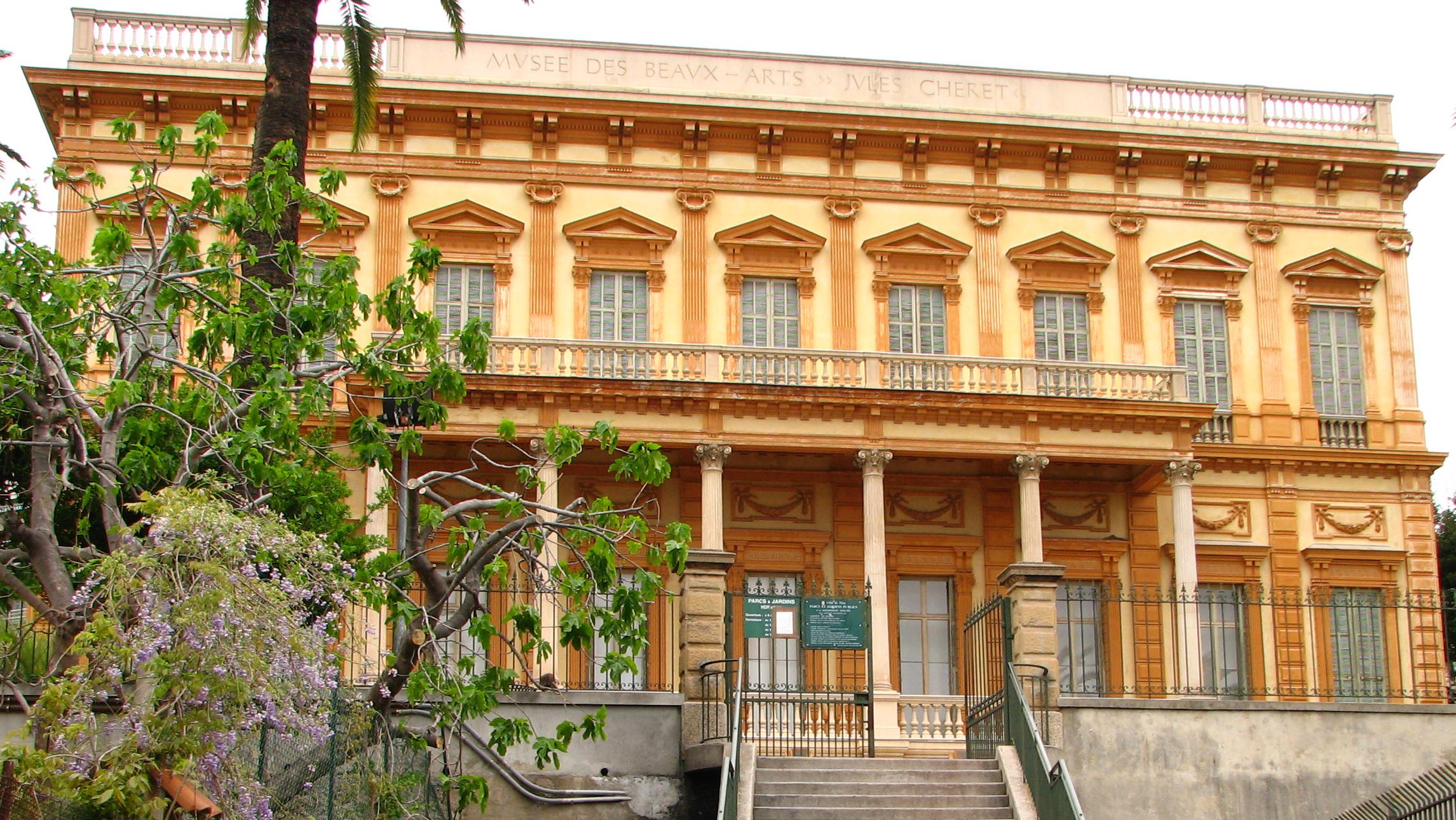
Le musée des beaux-arts de Nice

Les années 1880-1890 sont particulièrement bien représentées. L'immeuble du Crédit lyonnais, avenue Jean-Médecin, date de 1882. Œuvre de Sébastien-Marcel Biasini, il est de style palladien et classique. L'opéra de Nice, rue Saint-François-de-Paule, a été construit en 1884-1885 par l'architecte municipal François Aune, supervisé par Charles Garnier. Le style du bâtiment essaie de faire la synthèse entre le style Second Empire et l'influence italianiste. La poste Wilson a été construite en 1888. Comme tous les bâtiments publics construits à Nice après 1860, elle participe à la francisation du paysage urbain. La Gare du Sud a été réalisée en 1891 par l'architecte Prosper Bobin. Ce dernier s'est inspiré de la Gare du Nord, à Paris. La verrière qui protégeait les quais est peut-être un remploi de celle du pavillon austro-hongrois à l'exposition de Paris. Elle accueille aujourd'hui des enseignes de restauration diversifiées. Le Palais de Justice date de 1891 et a été construit par Auguste-Vincent Dieudé-Defly, à l'emplacement de l'église des Dominicains. Il est de style classique. La grande coupole de l'observatoire de Nice a été réalisée en 1884-1886 par Charles Garnier et Gustave Eiffel. Elle a été restaurée en 1967.
Le Temple de l'Amour, dans le parc Chambrun, est un kiosque à musique inauguré en 1890. Il a été construit pour le comte Joseph de Chambrun (1821-1899), qui avait acheté la propriété des Caïs de Pierlas dans le quartier Saint-Maurice. Le château a été depuis très défiguré. Le parc a été aménagé par l'architecte-paysagiste Philippe Randon. Le kiosque, en marbre de Carrare, s'inspire du temple de la Sibylle à Tivoli. Les salons du château des Chambrun et le kiosque furent un des hauts lieux de la vie musicale et mondaine à Nice.
Le début du XXe siècle voit la construction d'un certain nombre de bâtiments intéressants. 
La villa de la Société d'agriculture, sur la promenade des Anglais, a été construite en 1900-1901 par Paul Martin et inaugurée par le président de la République Émile Loubet, en avril 1901. Le lycée Masséna a été construit par l'architecte Henri Ebrard de 1909 à 1930. Son architecture s'inspire du classicisme. La poste Thiers est construite en 1931 par Guillaume Tronchet. Il s'agit du seul immeuble en brique de la ville.
Le Centre universitaire méditerranéen (CUM), sur la Promenade des Anglais, a été créé en 1933 et ouvert en 1935. Il montre la volonté de Jean Médecin de développer la vocation culturelle et intellectuelle de Nice. Son premier administrateur a été Paul Valéry. Le bâtiment est doté d'un grand amphithéâtre. On y donne des conférences.
Un certain nombre de bâtiments intéressants sont construits après la Seconde Guerre mondiale. 
Le Palais des expositions est construit en 1955-1964 par Richard et Michel Laigier. Il est situé au-dessus du Paillon et accueille des spectacles, des expositions et des congrès. La faculté de droit et de sciences économiques est réalisée en 1966 par Roger Séassal et Paul-Albert Février. Elle abrite une mosaïque de Marc Chagall, Le Message d'Ulysse (1967). Le musée national du Message biblique Marc-Chagall date de 1973 et a été réalisé par André Hernant. Il est né de la volonté de Chagall de rassembler en un seul lieu son travail sur la Bible. Le palais des congrès Acropolis, construit au-dessus du Paillon, a été inauguré en 1984. Il est dû aux architectes Baptiste, Bernasconi et Buzzi. 
Le musée d'art moderne et d'art contemporain, inauguré en 1990, a été construit par Yves Bayard. Le musée des arts asiatiques, inauguré en 1998, est une œuvre de Kenzō Tange.
Le cimetière du Château a été créé en 1783, à l'emplacement de l'ancienne citadelle. On y trouve les tombes de Léon Gambetta, Rosa Garibaldi (mère du général) et Anita Garibaldi.
Le port de Nice, appelé port Lympia, date du XVIIIe siècle. Il a été aménagé de 1750 à 1770 par l'ingénieur Antoine-Félix de Vincenti. Le bassin intérieur a été creusé par Philippe Nicolis de Robilante. Le port subit ensuite différent aménagements et n'est terminée qu'en 1880. Il est relié à la ville par la rue Cassini. Il est agrandi en 1975 pour accueillir les ferries vers la Corse. Les anciens quais ont été transformés en parking.

## bibliographie
- Ralph Schor, Histoire du Comté de Nice en 100 dates, Alandis Éditions, 2007.
- Le patrimoine des communes des Alpes-Maritimes, Paris, Flohic, 2000 (ISBN 978-2842340711).